# Lambe

Street Art, rue Lanterne, Lyon, France

O Lambe (também conhecido como lambe-lambe) é um suporte de papel, em folhas de tamanhos variados, pôsteres e cartazes colados com grude artesanal ou adesivos autocolantes produzidos para serem afixados na rua em muros ou outros mobiliários urbanos, como postes, hidrantes, lixeiras, etc. Originalmente, são derivados da linguagem do grafite, comuns em cidades de grande urbanização, geralmente através de ilustração, colagem, fotografia entre outras. Podem, também, derivar para outros tipos de imagens, mensagens e intenções.
Historicamente cartazes são produzidos e reproduzidos com múltiplos objetivos. Divulgam ideias, críticas e arte em um espaço geográfico que constrói parte da história mundial. A variação dos cartazes ao longo do tempo e espaço tem relação com à tecnologia, à estética e ao pensamento de cada época e local. Os primeiros cartazes de rua existem desde a Antiguidade, então manuscritos em madeira, e serviram aos mais diversos propósitos.

### Cartazes Circenses

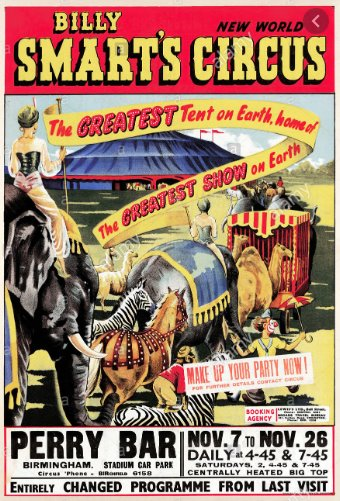
Cartaz do Circo de Billy Smart dos anos 1950, para uma temporada de novembro em Perry Barr (com erros ortográficos "Bar"), Birmingham, Inglaterra

A chave para o sucesso de todo circo era a publicidade, nos primeiros 175 anos do circo os cartazes eram essenciais. Sem eles, seria impossível vender um produto disponível apenas em um único dia. O circo tinha que se comercializar efetivamente 150 a 200 vezes por ano para ter sucesso. Os circos enfrentaram uma tarefa de marketing de três vias, vender seu título, data e recurso. O título de um espetáculo tinha que garantir que o circo fosse um empreendimento de qualidade e de alto padrão. O objetivo de todos os cartazes de circo era transmitir esses três pontos.

O circo gastava mais com publicidade do que com qualquer outro componente de sua operação e, durante a maior parte da história do espetáculo, o pôster foi o elemento mais importante. Por causa disso, os cartazes de exibição constituíram um dos principais produtos da indústria de impressão comercial ao longo do século XIX. Às vezes, na colagem ocorriam rugas ou vincos, mas isso era ignorado, já que o tempo era essencial e os pôsteres só precisavam transmitir sua mensagem por algumas semanas, no máximo.
Faríamos o máximo possível. Isso significava que primeiro esfregaríamos nossa pasta na parede. Em seguida, coloque o papel, novamente esfregando-o com força. Por fim, pegávamos água limpa e jogávamos no papel, esfregando com força com os pincéis. Essa maldita posição não vai descascar ou sinalizar com certeza. O problema é que nem sempre tínhamos tempo para fazer isso, ou às vezes não podíamos dispensar a água ... Mas hoje (1974) a maioria dos cartazes usa farinha de pasta de Bloety feita na Inglaterra. É ótimo, só que você precisa deixá-lo descansar por duas horas antes de usá-lo. E não é preciso vapor para cozinhá-lo. Basta adicionar o pó seco à água e mexer.
No século XXI, houve um ressurgimento do uso de cartazes pelo circo americano e empresas relacionadas com esta produção, como a Graphics 2000, localizada em Las Vegas. A Graphics 2000 utiliza técnicas de impressão off-set, incorporando gráficos gerados por computador, fotografias de alta qualidade e imagens tradicionais. Estas técnicas fazem com que a empresa cubra boa parte do mercado circense nos Estados Unidos.

### Manifestações
Na década de 1960 e até o final da década de 1980, o cartaz foi amplamente utilizado como expressão contra a opressão dos governos totalitários na América Latina durante a ditadura militar. No Brasil, cartazes foram colados nas paredes das principais cidades brasileiras, como Rio de Janeiro e São Paulo. Enquanto o exército atacava os manifestantes, alguns moradores e organizações anti-regime saíram às ruas para protestar e colocar cartazes exigindo direitos e o fim do militarismo. Assim, a oposição aos ditadores se fortaleceu.
Os cartazes ativistas tiveram grande importância durante as manifestações de Maio de 1968 e traziam mensagens politicamente engajadas e críticas, conclamando a participação popular.
Pasajes de la guerra revolucionaria: Congo, Grijalbo Mondadori, México, 1999], se olharmos os cartazes que fizemos para a manifestação de Berlim, são cartazes cubanos. Há sobretudo uma mitologia da luta armada e das armas na esquerda radical e militante, com a ideia de que a violência é liberadora e inocente.

### Arte Moderna
A arte de rua contemporânea traz referências à arte moderna e seus movimentos desenvolvidos ao longo do século XX, além de suas origens nos grafites e inscrições feitas em espaços abertos, públicos ou na rua, ao longo da história, desde a Antiguidade. Uma das referências mais importantes são os artistas e movimentos artísticos posteriores 05 anos de 1960 como a arte Pop norte-americana e o Novo Realismo francês, quando a Arte Moderna e seus paradigmas começaram a ser tensionados, buscando-se uma maior aproximação entre arte e vida. Na Arte Pop são a sua inspiração nas imagens dos meios de comunicação de massa, a apresentação em série de motivos reproduzidos tecnicamente e a assemblagem levada ao máximo de seu potencial criativo, característica marcante dos lambes.

### Primeira e Segunda Guerras Mundiais

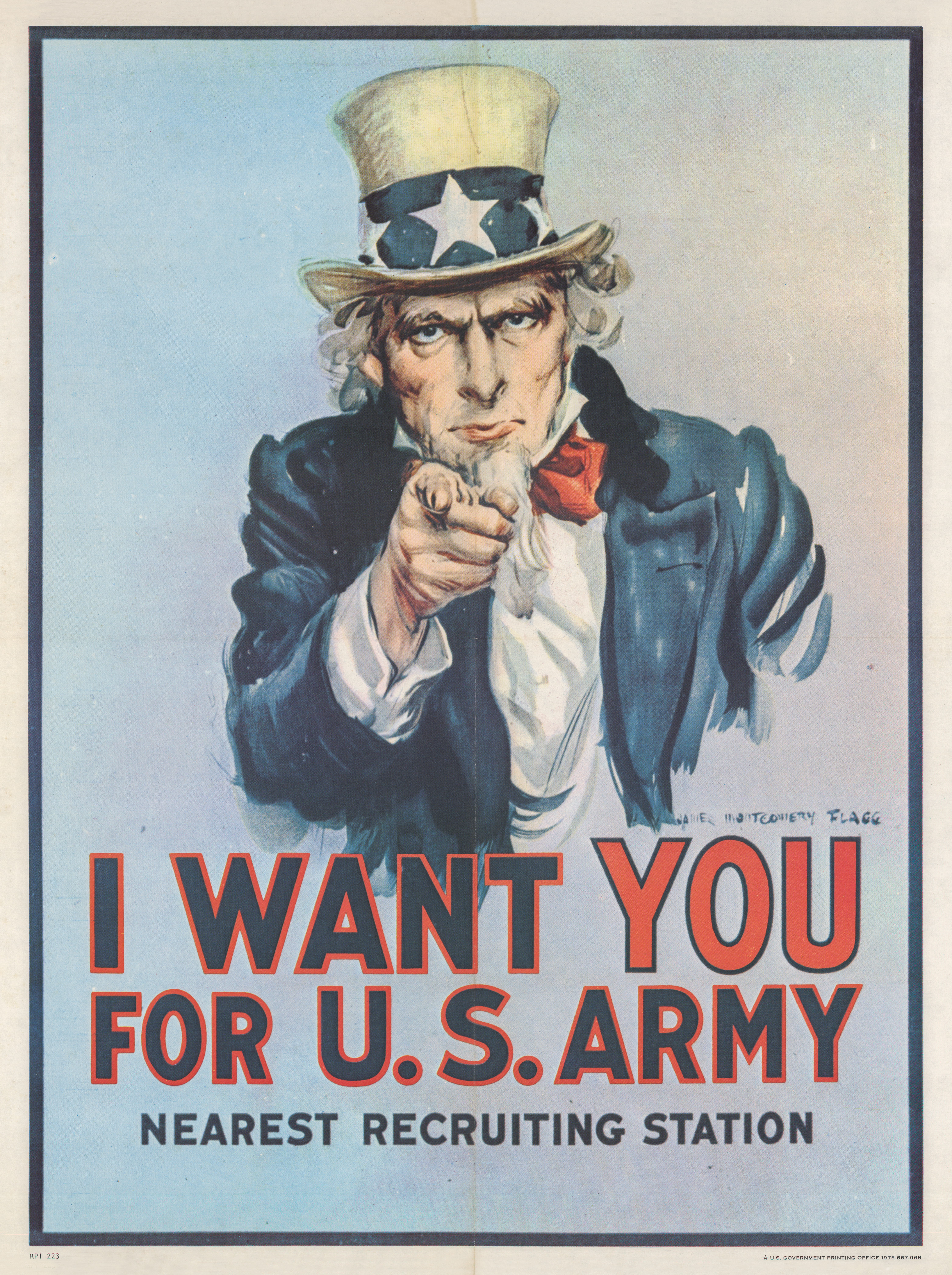
Flagg usou a figura familiar do "Tio Sam" e assim criou o mais famoso e até hoje usado cartaz de recrutamento do Exército dos EUA. De abril de 1917 ao outono de 1918, mais de quatro milhões de exemplares foram impressos. Esta impressão foi feita provavelmente em 1975

O cartaz no século XX teve um forte papel de teor persuasivo. Divulgando e promovendo os dois lados que participaram da Primeira Grande Guerra(1914-1918). Ele era um importante elemento comercial para a ascensão e queda de ditadores, regimes políticos, fato que marcou a história. Em alguns países, como a Alemanha e os Estados Unidos, essa função de propaganda política continuou após a guerra, sendo uma eficaz estratégia para manipulação em massa, provocando ódio e revolta contra outras nações. Até aquele período, a persuasão de massas nunca havia sido tão explorada em cartazes.

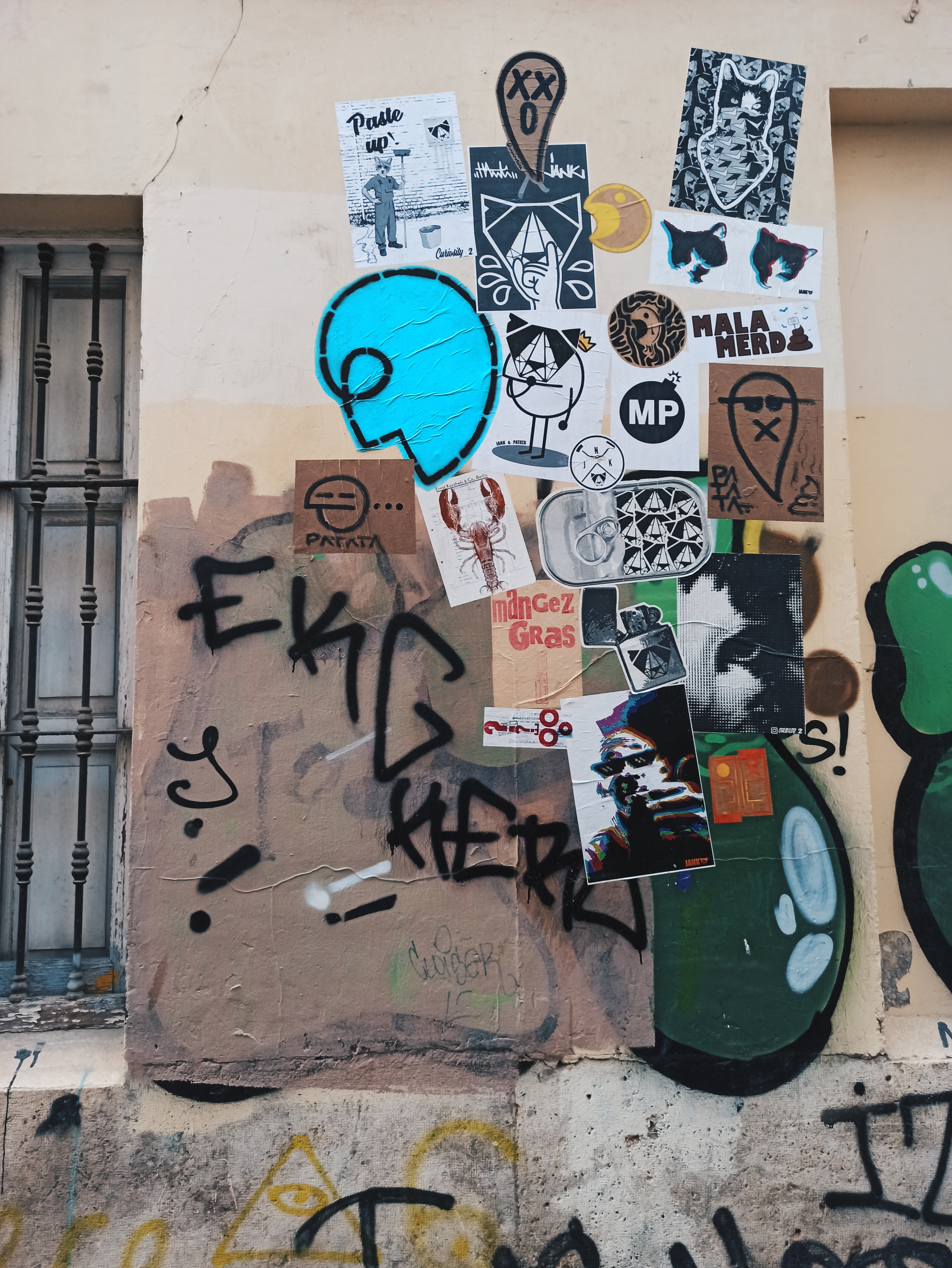
Combo de pôsteres nas ruas de El Barrio del Carmen, em Valência, Espanha

Os termos cartaz, pôster e lambe-lambe (ressignificação do cartaz) apesar de parecerem similares, eles têm uma diferenciação, já que cada um possui uma proposta diferente. O cartaz tem uma função comercial, normalmente propagando serviços ou produtos. O pôster vale muito esteticamente, em geral, é colocado em espaços privados com uma funcionalidade decorativa.
O lambe-lambe procede o cartaz, entretanto, diferente deste, ele está relacionado a um questionamento crítico. Ele propõe reflexões contra desigualdades, situações de cunho social ou a exposição de artistas e grupos que espalham suas criações através deste espaço.

### Pasta (Cola de Farinha)
A pasta de farinha é formada principalmente por farinha de trigo fervida em água até ficar com uma consistência glutinosa ou viscosa.
Uma diferença crítica entre as pastas de trigo é a divisão entre as feitas de farinha e as feitas de amido. As farinhas vegetais contêm glúten e amido. Com o tempo, o glúten cria ligações cruzadas, tornando muito difícil a liberação do adesivo. Usando apenas amido, é possível produzir uma pasta totalmente reversível e de excelente qualidade que é o adesivo padrão para conservação de papel.

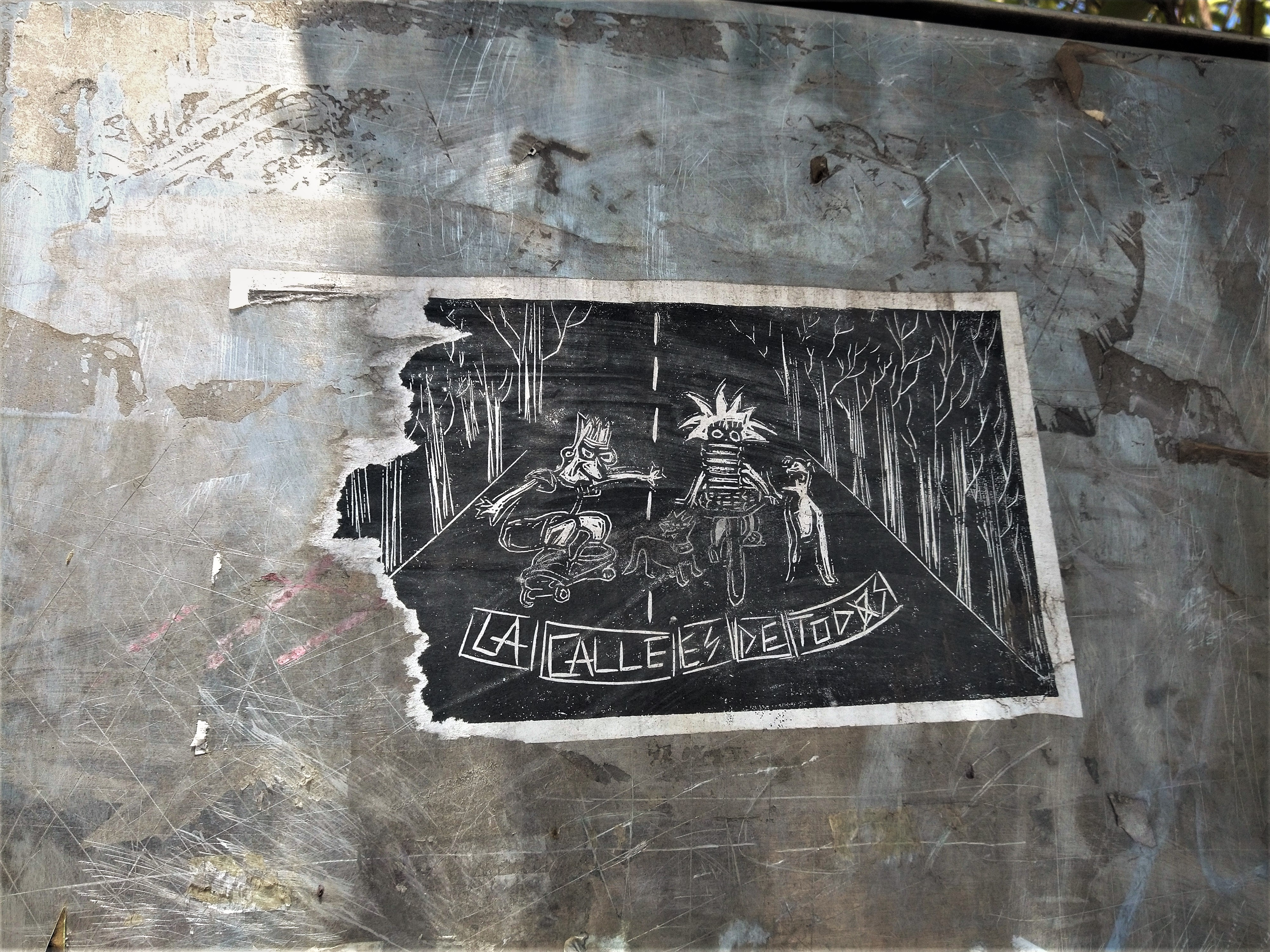
Arte Urbana, Luis Alvaz
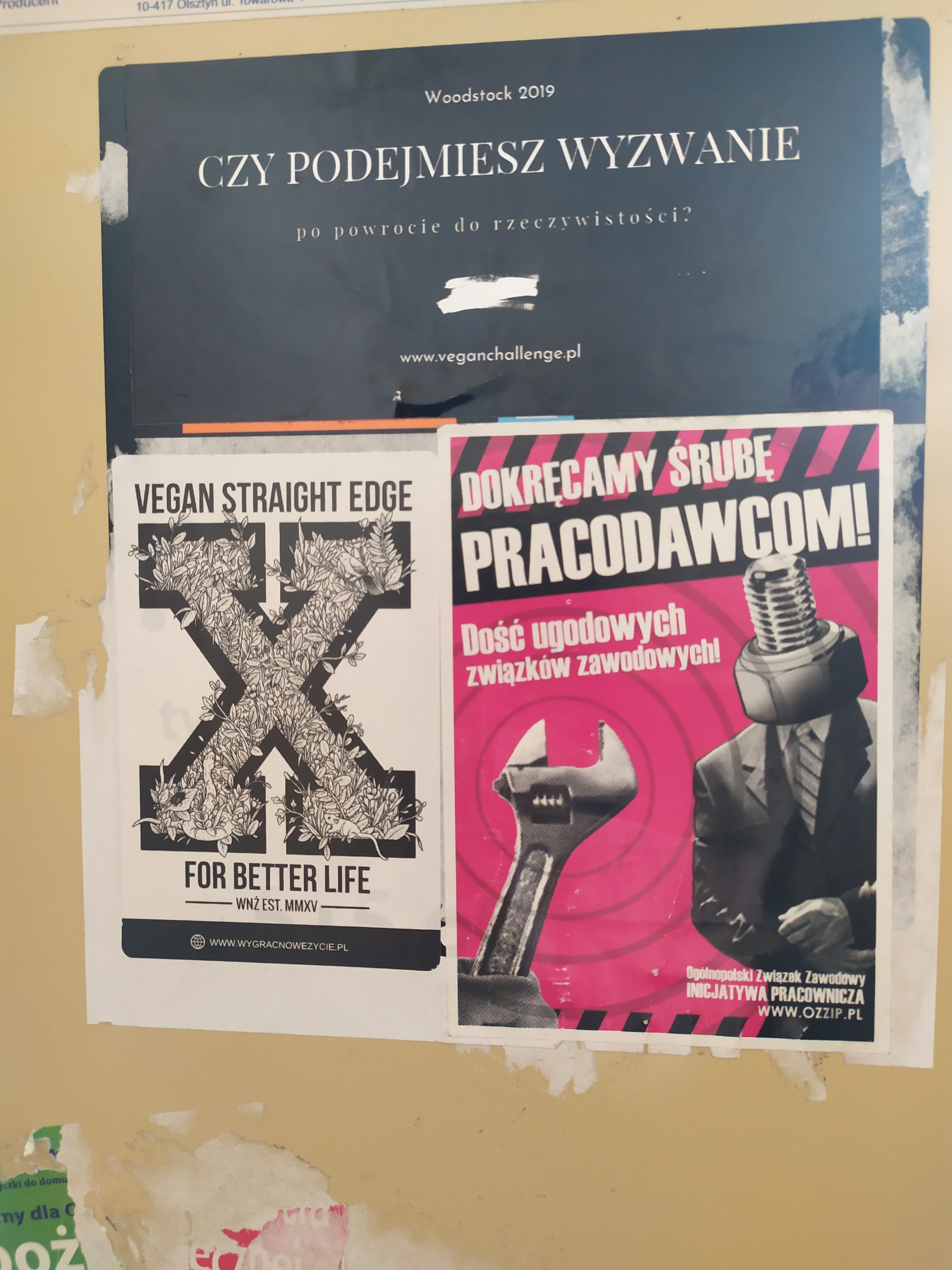
Lambes Esquerdistas, Łódź
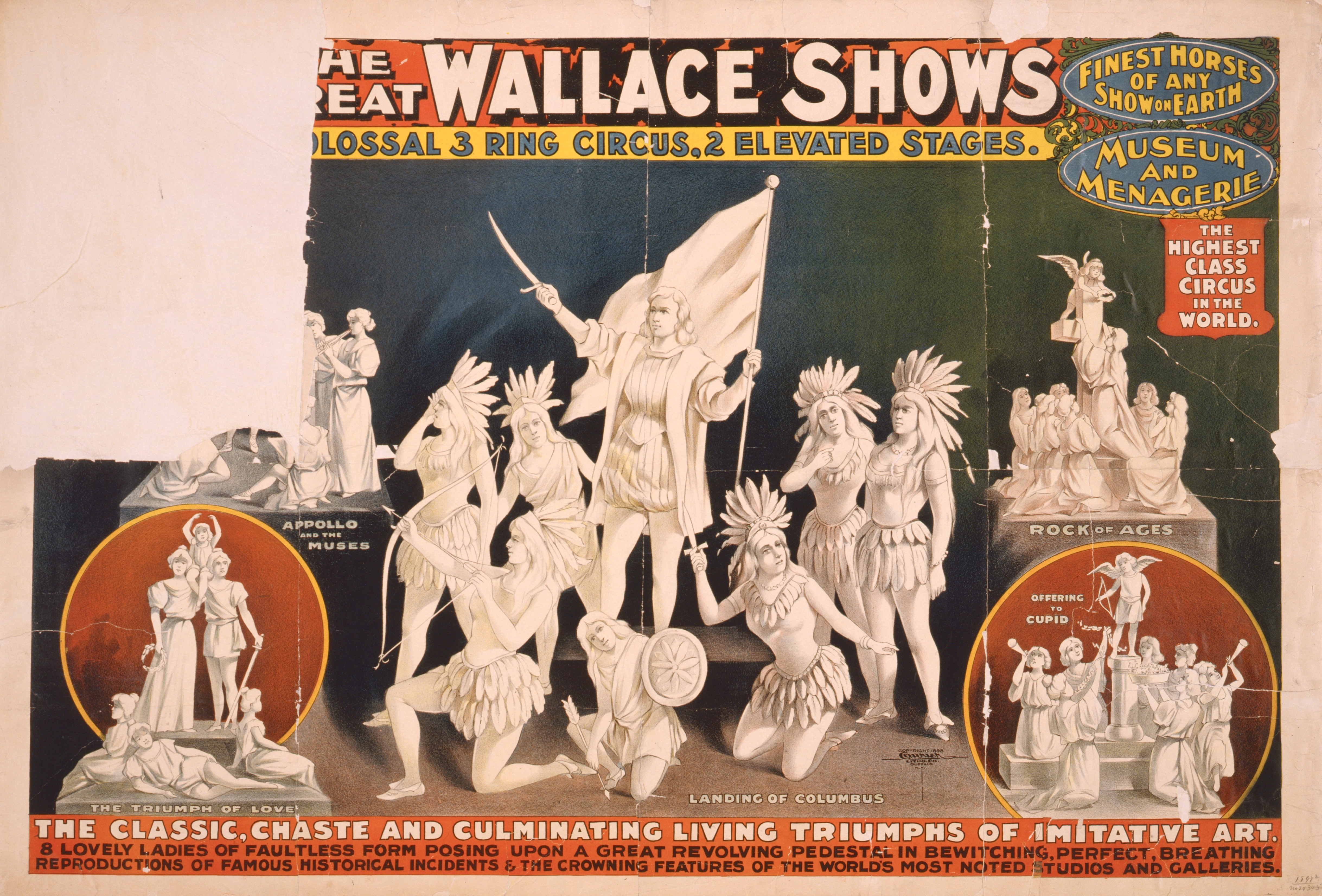
Um cartaz anunciando o circo The Great Wallace Shows, apresentando artistas embranquecidos para se parecerem com estátuas. Este pôster foi um dos três no centro do caso de 1903 da Suprema Corte dos Estados Unidos, Bleistein v. Donaldson Lithographing Co.
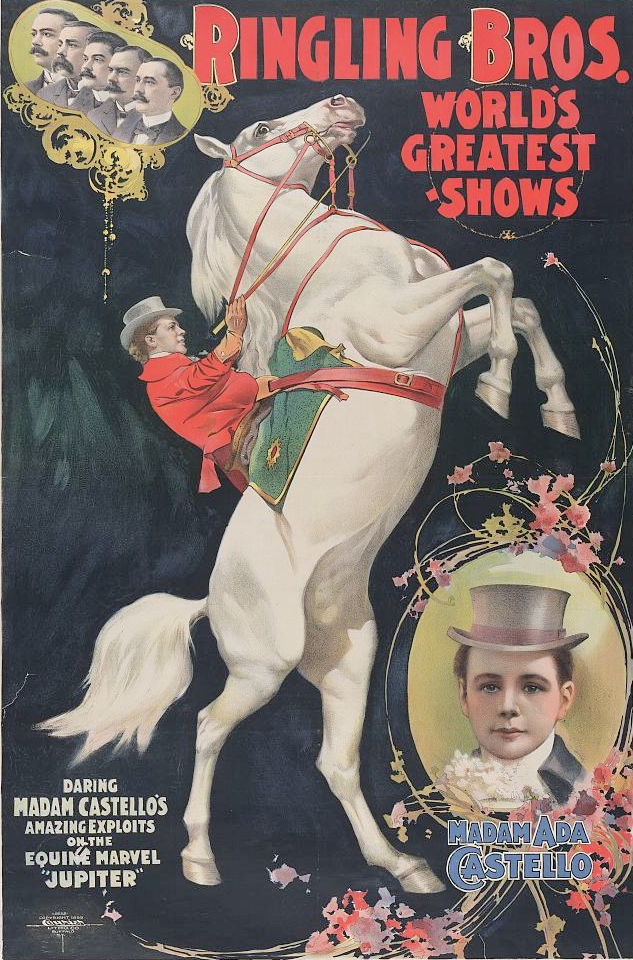
Ringling Bros. Os melhores shows do mundo. Madame Ada Castello. As incríveis façanhas de Daring Madame Castello na maravilha equina "Júpiter".